# Yakov Rylskiy
Yakov Anufrievich Rylskiy (en russe : Яков Ануфриевич Рыльский), né le 25 octobre 1928 à Aleksandrovka (aujourd'hui Saïmasaï), près d'Almaty, RSS du Kazakhstan et mort le 9 décembre 1999 à Moscou, est un escrimeur soviétique. 

## Biographie
Rylski débute l'escrime à un âge assez tardif, à 20 ans en 1949. Dans le contexte du début des années 1950, l'escrime est un sport en plein développement dans l'Union soviétique : ni elle ni l'Empire russe n'ont jamais particulièrement brillé dans ce sport, ne décrochant aucune médaille dans les compétitions internationales. L'Union cherche à asseoir sa position géopolitique avec des succès sportifs et démocratise la pratique de ce sport auparavant réservé à une élite. De plus, le niveau international a souffert des pertes de la Seconde Guerre mondiale, car un grand nombre d'escrimeurs internationaux sont encore des militaires. C'est donc en seulement quatre ans qu'il obtient une place au sein de l'équipe soviétique, en 1953. Deux ans plus tard, il fait partie de l'équipe qui remporte la médaille de bronze mondiale, la première de l'histoire de la de l'Union soviétique et, encore un an plus tard, la seconde médaille soviétique olympique en escrime après celle de Lev Kuznetsov la même année et dans la même arme.
Rylski s'impose ensuite comme l'un des meilleurs sabreurs de sa génération, remportant à trois reprises le titre mondial individuel, à égalité avec son principal rival, Jerzy Pawłowski. Seule manque à son palmarès une médaille olympique en individuel. Il est éliminé au deuxième tour de poules en 1956, 8e et dernier de la poule finale en 1960 avec deux victoires contre le champion olympique Rudolf Kárpáti et le médaillé de bronze Wladimiro Calarese. En 1964, pour ses derniers Jeux, il échoue au pied du podium en prenant la 4e place d'une poule finale de seulement quatre tireurs. Battu par Tibor Pézsa et Claude Arabo, qui se disputent l'or, il obtient en battant son compatriote Umyar Mavlikhanov le droit de disputer un barrage pour médaille de bronze contre ce même adversaire. Durant ce barrage, Mavlikhanov prend sa revanche et décroche le bronze. Malgré ses échecs individuels, Rylski obtient en 1956 le bronze par équipes et, en 1964 le titre, sortant les favoris Polonais en demi-finale et l'Italie en finale (9 victoires à 7 dans les deux cas).
Iakov Rylski, à l'occasion de son second titre mondial décroché de haute lutte contre Emil Ochyra, est décrit ainsi : « Le soviétique Rylski [...] qui est un tireur aussi fort dans l'attaque et la défense et qui sait aussi utiliser le temps. Il n'a pas de (points) faibles, à vrai dire. Sa qualité la plus remarquable est pourtant une puissance de volonté extraordinaire, et un calme impressionnant qui le rendit capable de triompher, après avoir été mené par 1 (touche) à 4, dans le barrage disputé pour la première place! ».

## Palmarès
- Jeux olympiques
  -  Médaille d'or par équipes aux Jeux olympiques de 1964
  -  Médaille de bronze par équipes aux Jeux olympiques de 1956

- Championnats du monde d'escrime
  -  Médaille d'or aux championnats du monde d'escrime 1958 à Philadelphie
  -  Médaille d'or aux championnats du monde d'escrime 1961 à Turin
  -  Médaille d'or aux championnats du monde d'escrime 1963 à Gdańsk
  -  Médaille d'or par équipes aux championnats du monde d'escrime 1965 à Paris
  -  Médaille d'argent par équipes aux championnats du monde d'escrime 1957 à Paris
  -  Médaille d'argent par équipes aux championnats du monde d'escrime 1958 à Philadelphie
  -  Médaille d'argent par équipes aux championnats du monde d'escrime 1961 à Turin
  -  Médaille d'argent par équipes aux championnats du monde d'escrime 1963 à Gdańsk
  -  Médaille d'argent par équipes aux championnats du monde d'escrime 1966 à Moscou
  -  Médaille de bronze par équipes aux championnats du monde d'escrime 1955 à Rome
  -  Médaille de bronze par équipes aux championnats du monde d'escrime 1959 à Budapest
  -  Médaille de bronze par équipes aux championnats du monde d'escrime 1962 à Buenos Aires